# Artsakh (singolo)
Artsakh è un singolo del cantautore statunitense Serj Tankian, pubblicato il 4 maggio 2016.

## Descrizione
Eseguito in acustico e cantato in armeno, il brano rappresenta un appello a supporto del popolo armeno dopo gli eventi della guerra dei quattro giorni in Nagorno Karabakh.

## Video musicale
Il video, diretto da Rand Courtney, mostra il cantante eseguire il brano in un giardino ed è introdotto da un messaggio di solidarietà per il popolo del Nagorno Karabakh.

## Tracce
Testi e musiche di Serj Tankian.
1. Artsakh – 3:03